# Liste des dirigeants actuels des Regierungsbezirke allemands
 (août 2023).
 (août 2023).

## Regierungspräsidents
| District            | Nom                    | Depuis (le)        |
| ------------------- | ---------------------- | ------------------ |
| Arnsberg            | Gerd Bollermann        | 18 août 2010       |
| Basse-Bavière       | Heinz Grunwald         | 2007               |
| Basse-Franconie     | Paul Beinhofer         | 2000               |
| Cassel              | Walter Lübcke          | Mai 2009           |
| Cologne             | Gisela Walsken         | 18 août 2010       |
| Darmstadt           | Johannes Baron         | 2009               |
| Detmold             | Marianne Thomann-Stahl | 21 juillet 2005    |
| Düsseldorf          | Annemarie Lütkes       | 18 août 2010       |
| Fribourg-en-Brisgau | Bärbel Schäfer         | 1er avril 2012     |
| Giessen             | Lars Witteck           | 18 mai 2009        |
| Haute-Bavière       | Christoph Hillenbrand  | 1er septembre 2005 |
| Haute-Franconie     | Wilhelm Wenning        | 1er janvier 2007   |
| Haut-Palatinat      | Brigitta Brunner       | 2008               |
| Karlsruhe           | Rudolf Kühner          | 1er juillet 2005   |
| Moyenne-Franconie   | Thomas Bauer           | 2008               |
| Münster             | Reinhard Klenke        | 1er octobre 2011   |
| Souabe              | Karl Michael Scheufele | 1er septembre 2008 |
| Stuttgart           | Johannes Schmalzl      | 1er janvier 2008   |
| Tübingen            | Hermann Strampfer      | Juillet 2006       |